# Florent Malouda
Pour les articles homonymes, voir Malouda.
Florent Malouda, né le 13 juin 1980 à Cayenne dans le département de la Guyane, est un footballeur international français qui a évolué au poste de milieu de terrain, d'attaquant et d'ailier gauche.
Formé à La Berrichonne de Châteauroux, il joue ensuite à l'EA Guingamp puis rejoint l'Olympique lyonnais avec lequel il remporte le championnat de France en 2004, 2005, 2006 et 2007. Transféré au Chelsea FC, il gagne avec le club anglais la Ligue des champions en 2012, le titre de champion d'Angleterre en 2010 ainsi que trois coupes d'Angleterre en 2009, 2010 et 2012. Il termine sa carrière avec des derniers contrats avec Trabzonspor en Turquie, le FC Metz, Delhi Dynamos en Inde, le Wadi Degla en Égypte et le Differdange 03 en Luxembourg.
Il compte 80 sélections en équipe de France pour neuf buts inscrits. Cadre de la sélection de 2004 à 2012, il est finaliste de la Coupe du monde en 2006.

## Biographie

### Enfance et débuts en Guyane
Enfant, Florent Malouda fréquente l'AJ Saint-Georges de Cayenne, l'USL Montjoly et l'ASC Remire.
En juillet 1992, il remporte un concours en minimes et gagne un stage Larqué en France métropolitaine où il se rend pour la première fois. Il effectue aussi un essai au Stade rennais, mais n'est pas retenu à cause de son âge. Il reste à l'ASC Remire jusqu'à ses quinze ans et rejoint le centre de formation de La Berrichonne de Châteauroux en septembre 1995. Il est repéré par Victor Zvunka, membre du club berrichon, lors d'un match du Variétés Club de France où Malouda joue un match avec la sélection régionale en lever de rideau.

### La Berrichonne de Châteauroux (1997-2000)
Florent Malouda prend part à son premier match en professionnel le 17 mai 1997 en entrant en fin de match lors de la rencontre comptant pour la 41e journée de Division 2 face au FC Lorient (victoire 4-0), alors qu'il n'a pas encore 17 ans. Une semaine plus tard, il entre également en fin de match face au Mans. Ces deux bouts de matchs lui offrent son premier titre majeur puisque La Berrichonne de Châteauroux est sacrée champion de France de D2.
Il découvre la première division le 14 janvier 1998 en remplaçant Amara Traoré à la 37e minute durant le match face à l'AS Cannes (2-2), avant d'être lui-même remplacé par Loïc Druon à la 68e minute. C'est sa seule apparition en équipe première pendant la saison 1997-1998, à l'issue de laquelle Châteauroux est relégué en D2. Malouda est pleinement intégré à l'équipe première castelroussine lors de l'été 1998 et participe à 57 matchs de championnat durant les deux saisons suivantes. Il signe son premier contrat professionnel durant l'été 1999.

### En avant de Guingamp (2000-2003)
En 2000, Florent Malouda rejoint l'En avant de Guingamp. Il s'agit alors du transfert le plus important de l'EAG. Il commence la saison au poste d'arrière gauche puis l'entraîneur Guy Lacombe le fait monter au milieu de terrain au vu de ses performances.

### Olympique lyonnais (2003-2007)
Il rejoint l'Olympique lyonnais en 2003 et s'impose peu à peu au sein de l'effectif rhodanien. Lors de la saison 2006-2007, Florent Malouda enchaîne des performances remarquables que ce soit avec l'OL ou avec l'équipe de France, jusqu'à obtenir le trophée UNFP de meilleur joueur de Ligue 1 de la saison 2006-2007.

### Chelsea (2007-2013)

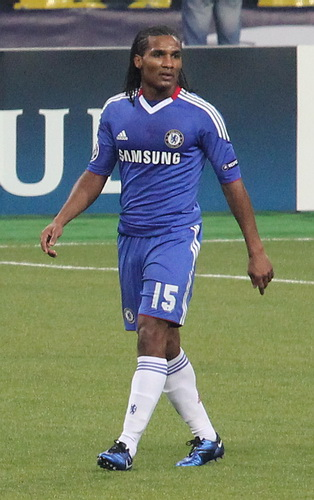
Malouda sous le maillot de Chelsea en 2010.

Son transfert de l'Olympique lyonnais à Chelsea est officialisé le 8 juillet 2007. Après un début de saison prometteur, il se blesse au genou. Lors de son retour de blessure, l'entraîneur Avraham Grant lui préfère souvent Joe Cole ou Salomon Kalou, mais Raymond Domenech lui maintient sa confiance en équipe de France.
À Chelsea, Florent Malouda ne cesse de convaincre le public et son entraîneur Luiz Felipe Scolari qui le titularise très souvent. En février 2009, Chelsea change d'entraîneur, ce qui permet à Florent Malouda de retrouver son plus haut niveau, comme lors de la demi-finale de Ligue des champions perdue contre le FC Barcelone. Il forme un brillant trio d'attaque avec Didier Drogba et Nicolas Anelka comme lors du match contre Fulham (3-1). Lors de la saison 2009-2010, il devient un titulaire indispensable dans l'organisation de jeu de l'équipe londonienne.
Il réalise une saison 2010-2011 pleine puisqu'il prend part à l'intégralité des 38 rencontres de championnat et marque 13 buts. Moins utilisé la saison suivante, il remporte la Ligue des champions le 19 mai 2012.
Sujet à des rumeurs de transferts lors de l'été 2012, Malouda est tout de même conservé par Roberto Di Matteo. Cependant, ce dernier ne le place pas sur la liste de joueurs participant à la C1 et Florent Malouda est prié de s'entraîner avec la réserve des Blues. Il reste alors toute une saison sans jouer.
Afin d'expliquer les raisons de sa saison blanche avec Chelsea, Malouda déclare "J’avais un problème à régler avec certaines personnes. C’est fait. Maintenant comme je suis libre. Je vais pouvoir rejouer dès la saison prochaine".

### Trabzonspor (2013-2014)

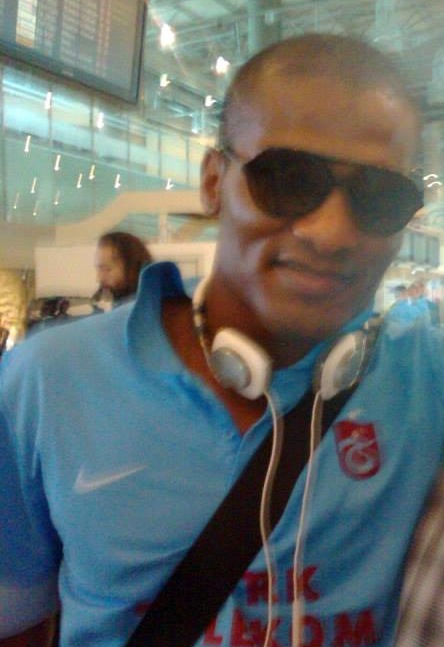
Malouda avec Trabzonspor en 2013.

Libre de tout engagement, il signe le 16 juillet 2013 dans le club turc de Trabzonspor. Lors de la 2e journée de championnat, il offre la victoire à sa formation contre Rizespor grâce à un missile des 20 mètres en pleine lucarne.
Le 29 août 2013, Florent Malouda inscrit un but contre le KF Kukësi en Ligue Europa lors du match de barrage retour et permet à Trabzonspor de l'emporter 3-1 et de se qualifier pour les phases de poule de la Ligue Europa. La même saison, il intègre l'équipe dirigeante de La Berrichonne de Châteauroux, le club de ses débuts.

### FC Metz (2014-2015)
Le 17 août 2014, une altercation l'oppose à son entraîneur Vahid Halilhodžić arrivé à l'intersaison au club : Florent sort du centre d'entrainement avec la chemise déchirée. Mis à pied par le club turc, il quitte ensuite le club à la suite d'un accord amiable et s'engage alors avec le FC Metz, le 12 septembre.
Il joue son premier match le 20 septembre 2014 contre Bastia remporté 3-1.
La seconde année en option de son contrat n'est pas levée car le club mosellan est relégué en Ligue 2. Il quitte donc la Lorraine après une saison.
En 2022, le magazine So Foot le classe dans le top 1000 des meilleurs joueurs du championnat de France, à la 90e place.

### Inde, Égypte puis retour en Inde (2016)
Le 23 août 2015, le Delhi Dynamos annonce la signature de Florent Malouda en avance sur la deuxième saison de la Super League indienne (ISL).
Le 29 janvier 2016, Malouda signe au Wadi Degla Sporting Club. Il est le premier vainqueur de la Ligue des champions UEFA à rejoindre le championnat égyptien.
Le 29 août 2016, Florent Malouda décide de retourner en Inde. Il signe pour le Delhi Dynamos Football Club .

### Fin de carrière (2018)
Le 25 janvier 2018, à 37 ans, il s'engage pour une nouvelle expérience au Luxembourg au FC Differdange. Il dispute seulement neuf matches et distribue 3 passes décisives.
En février 2018, Florent Malouda intègre le staff technique du FC Zurich, en Suisse. Il soutient le personnel d’entraîneurs du FCZ dans la formation des talents et des attaquants de l’équipe première, ainsi que dans l’académie. Il est également responsable de la coordination des tâches du FC Zurich, dans le cadre de projets de coopération nationaux et internationaux ». Deux mois plus tard, le club annonce avoir décidé de se séparer d’un commun accord de l’ancien international français. Un accord pas si commun à en croire Florent Malouda, qui semble avoir appris cette décision sur Twitter. « Vraiment, je ne savais pas ça ?? ».

### Carrière internationale en équipe de France (2004-2012)
Florent Malouda honore sa première sélection en équipe de France le 17 novembre 2004 contre la Pologne (0-0). Par la suite, le jeune Malouda profite de la mise à l'écart de Robert Pirès (habituel ailier) par Raymond Domenech pour s'installer dans le couloir gauche. Il inscrit son premier but en Bleu le 12 mai 2005 lors d'un match amical contre la Hongrie. Sélectionné pour le Mondial 2006 après avoir joué une partie des qualifications, il permet la victoire 1-0 sur le Mexique en match préparatoire à la suite d'une frappe surpuissante sous la barre. Blessé lors du premier match contre la Suisse, il retrouve une place de titulaire en tant que milieu offensif gauche qu'il conserve jusqu'à la fin du tournoi. Avec Eric Abidal, il forme un duo complémentaire dans le couloir gauche (côté fort des Bleus durant la compétition) comme à l’Olympique lyonnais. Lors de la finale contre l'Italie, il dispute l'intégralité du match, obtenant un penalty à la 7e minute transformé par Zidane, reçoit un carton jaune pour une contestation auprès de l'arbitre sur le coup de tête de Zidane, mais ne participe pas à la séance des tirs au but perdue par l'équipe de France. Il est par conséquent avec ses coéquipiers vice-champion du monde 2006.
Durant les éliminatoires de l'Euro 2008, Malouda n'inscrit qu'un but contre la Géorgie (3-1) en septembre 2006 mais conserve une place de titulaire. Après avoir disputé tous les matchs de préparation, Malouda commence l'Euro 2008 en tant que titulaire. Fautif sur le premier but des Pays-Bas (4-1), il n'est pas reconduit pour le dernier match contre l'Italie (2-0). Cet Euro est un fiasco pour l'équipe de France qui termine dernière de son groupe. Au mois de septembre 2008, Malouda fait des déclarations dans la presse et critique Raymond Domenech notamment pour sa non-titularisation pour le match contre l'Italie. Par la suite, il est écarté du groupe pour les premiers matchs face à l'Autriche et la Serbie, mais est cependant rappelé par le sélectionneur le 2 septembre 2008, pour le match contre la Roumanie (2-2).
Par la suite, victime de l'émergence de Franck Ribéry sur l'aile gauche qu'il occupe désormais au Bayern Munich, Malouda perd petit à petit sa place de titulaire et se contente de bouts de matchs. Remplaçant pour les barrages contre l'Irlande, il est tout de même à l'origine du coup franc qui amène la main de Thierry Henry qui suscita une grosse polémique après le match. Toutefois, durant les matchs de préparation pour la Coupe du monde 2010, Malouda réintègre le onze de départ avec le nouveau schéma en 4-3-3 instauré par Domenech. Il devient milieu relayeur dans un trio avec Gourcuff et Toulalan, laissant Ribéry sur l'aile gauche. Mais l'alchimie ne prend pas et Abou Diaby est préféré en ouverture contre l'Uruguay (0-0). Titulaire contre le Mexique, il livre une prestation convenable à l’inverse de ses coéquipiers (défaite 2-0) puis retrouve le banc contre l'Afrique du Sud. Lors de ce dernier match chaotique (défaite 2-1), Malouda inscrit à la 70e minute l'unique but des Bleus lors du Mondial. Seul joueur français ayant surnagé dans le jeu selon la presse, il n'échappe pas à la débâcle, et aux violentes attaques politiques et médiatiques déclenchées contre les joueurs de l'équipe de France à la suite de la grève de Knysna.

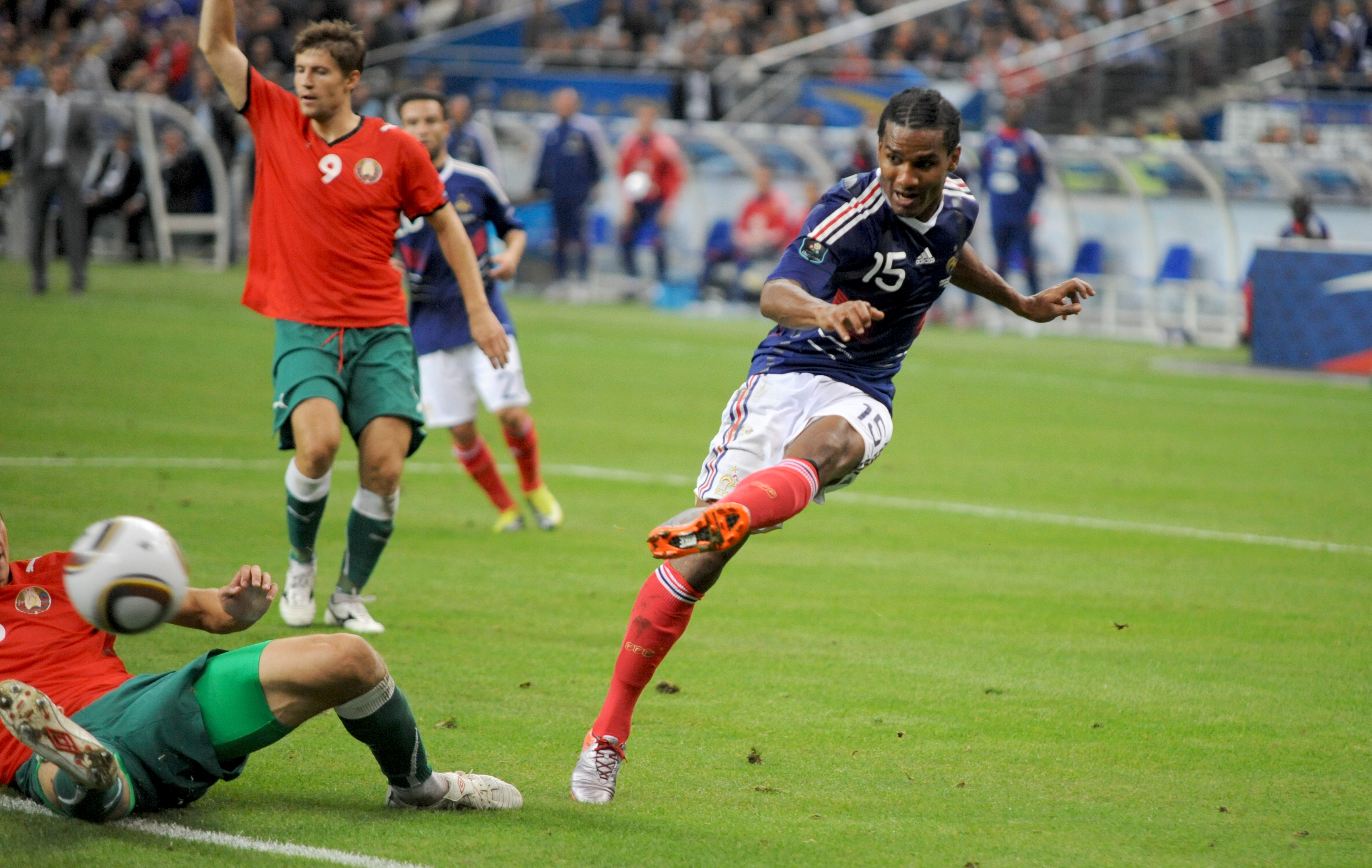
Florent Malouda, le 03 septembre 2010 lors de France-Bielorussie au Stade de France.

Rappelé par le nouveau sélectionneur Laurent Blanc après le Mondial, il est même désigné capitaine lors de la défaite au Stade de France contre la Biélorussie (0-1) pour les éliminatoires de l'Euro 2012. Durant les qualifications, il marque trois buts contre la Bosnie, la Biélorussie lors du match retour et face à l'Albanie tout en retrouvant la confiance de Laurent Blanc en tant que milieu relayeur. Lors de la préparation, Malouda marque deux nouveaux buts contre l'Allemagne et la Serbie, ce dernier d'une frappe puissante de 30 mètres. Titulaire lors du premier match de l'Euro contre l'Angleterre (1-1), il entre en cours de jeu contre la Suède (défaite 2-0) et est de nouveau titulaire lors du quart de finale perdu (0-2) face à l'Espagne, tenante du titre et future vainqueur. Au terme d'un tournoi mitigé, la France chute en quart de finale.
Ne jouant plus avec l'équipe première de Chelsea depuis l'été 2012, il n'est pas appelé par le nouveau sélectionneur Didier Deschamps lors de sa prise de fonction. Le dernier match de Malouda en sélection est donc le France-Espagne (0-2) de l'Euro 2012. En 80 sélections, Florent Malouda a inscrit 9 buts, connu deux sélectionneurs et a disputé deux Coupes du monde et deux Championnats d'Europe.

### Sélection en équipe de Guyane (2017)
Florent Malouda est sélectionné, en 2017 pour participer à la Gold Cup. Mais ayant déjà joué avec la sélection française et en violation du règlement de la FIFA interdisant à un joueur de jouer avec deux sélections en matches officiels, la commission de discipline de la CONCACAF déclare la défaite sur tapis vert (3-0) contre le Honduras alors que la rencontre s'était soldée par un nul. De plus, Florent Malouda est suspendu deux matches. Il saisit le Tribunal arbitral du sport pour contester cette décision. La sanction est finalement confirmée le 19 avril 2018, même si le TAS prend soin de préciser que la décision se limite à ce cas précis, pour cette compétition de 2017, et qu'elle ne fait pas jurisprudence.

## Statistiques

### Carrière
| Saison                | Club                  | Championnat           | Championnat | Championnat | Championnat | Coupe nationale | Coupe nationale | Coupe nationale | Coupe de la Ligue | Coupe de la Ligue | Coupe de la Ligue | Supercoupe | Supercoupe | Supercoupe | Compétition(s) continentale(s) | Compétition(s) continentale(s) | Compétition(s) continentale(s) | Compétition(s) continentale(s) | France | France | France | Total | Total | Total |
| Saison                | Club                  | Division              | M.          | B.          | P.d.        | M.              | B.              | P.d.            | M.                | B.                | P.d.              | M.         | B.         | P.d.       | Comp.                          | M.                             | B.                             | P.d.                           | M.     | B.     | P.d.   | M.    | B.    | P.d.  |
| 1996-1997             | LB Châteauroux        | Division 2            | 2           | 0           | 0           | -               | -               | -               | -                 | -                 | -                 | -          | -          | -          | -                              | -                              | -                              | -                              | -      | -      | -      | 2     | 0     | 0     |
| 1997-1998             | LB Châteauroux        | Division 1            | 1           | 0           | 0           | -               | -               | -               | -                 | -                 | -                 | -          | -          | -          | -                              | -                              | -                              | -                              | -      | -      | -      | 1     | 0     | 0     |
| 1998-1999             | LB Châteauroux        | Division 2            | 28          | 3           | 0           | 3               | 0               | 0               | 1                 | 0                 | 0                 | -          | -          | -          | -                              | -                              | -                              | -                              | -      | -      | -      | 32    | 3     | 0     |
| 1999-2000             | LB Châteauroux        | Division 2            | 28          | 2           | 0           | 3               | 1               | -               | 3                 | 2                 | 0                 | -          | -          | -          | -                              | -                              | -                              | -                              | -      | -      | -      | 34    | 5     | 0     |
| Sous-total            | Sous-total            | Sous-total            | 59          | 5           | 0           | 6               | 1               | 0               | 4                 | 2                 | 0                 | -          | -          | -          | -                              | -                              | -                              | -                              | -      | -      | -      | 69    | 8     | 0     |
| 2000-2001             | EA Guingamp           | Division 1            | 23          | 1           | 2           | 1               | 0               | 0               | 1                 | 0                 | 0                 | -          | -          | -          | -                              | -                              | -                              | -                              | -      | -      | -      | 25    | 1     | 2     |
| 2001-2002             | EA Guingamp           | Division 1            | 32          | 4           | 2           | 1               | 0               | 0               | 2                 | 1                 | 0                 | -          | -          | -          | -                              | -                              | -                              | -                              | -      | -      | -      | 35    | 5     | 2     |
| 2002-2003             | EA Guingamp           | Ligue 1               | 37          | 10          | 0           | 2               | 0               | 0               | 2                 | 2                 | 0                 | -          | -          | -          | -                              | -                              | -                              | -                              | -      | -      | -      | 41    | 12    | 0     |
| Sous-total            | Sous-total            | Sous-total            | 92          | 15          | 4           | 4               | 0               | 0               | 5                 | 3                 | 0                 | -          | -          | -          | -                              | -                              | -                              | -                              | -      | -      | -      | 101   | 18    | 4     |
| 2003-2004             | Olympique lyonnais    | Ligue 1               | 35          | 4           | 8           | 5               | 2               | 0               | -                 | -                 | -                 | -          | -          | -          | C1                             | 10                             | 0                              | 4                              | -      | -      | -      | 50    | 6     | 12    |
| 2004-2005             | Olympique lyonnais    | Ligue 1               | 37          | 5           | 6           | 3               | 0               | 0               | -                 | -                 | -                 | -          | -          | -          | C1                             | 10                             | 3                              | 1                              | 3      | 1      | 0      | 53    | 9     | 7     |
| 2005-2006             | Olympique lyonnais    | Ligue 1               | 31          | 6           | 3           | 5               | 0               | 1               | 1                 | 0                 | 0                 | -          | -          | -          | C1                             | 9                              | 0                              | 1                              | 16     | 1      | 1      | 62    | 7     | 6     |
| 2006-2007             | Olympique lyonnais    | Ligue 1               | 35          | 10          | 5           | 2               | 0               | 0               | 3                 | 1                 | 0                 | -          | -          | -          | C1                             | 7                              | 2                              | 1                              | 11     | 1      | 2      | 58    | 14    | 8     |
| Sous-total            | Sous-total            | Sous-total            | 138         | 25          | 22          | 15              | 2               | 1               | 4                 | 1                 | 0                 | -          | -          | -          | -                              | 36                             | 5                              | 7                              | 30     | 3      | 3      | 223   | 36    | 33    |
| 2007-2008             | Chelsea FC            | Premier League        | 21          | 2           | 1           | 2               | 0               | 0               | 3                 | 0                 | 2                 | 1          | 1          | 0          | C1                             | 11                             | 1                              | 2                              | 11     | 0      | 0      | 49    | 4     | 5     |
| 2008-2009             | Chelsea FC            | Premier League        | 31          | 6           | 5           | 4               | 1               | 1               | 2                 | 1                 | 0                 | -          | -          | -          | C1                             | 10                             | 1                              | 2                              | 4      | 0      | 1      | 51    | 9     | 9     |
| 2009-2010             | Chelsea FC            | Premier League        | 33          | 12          | 8           | 6               | 2               | 0               | 3                 | 1                 | 2                 | 1          | 0          | 0          | C1                             | 8                              | 0                              | 3                              | 12     | 1      | 2      | 63    | 16    | 15    |
| 2010-2011             | Chelsea FC            | Premier League        | 38          | 13          | 4           | 2               | 0               | 0               | -                 | -                 | -                 | 1          | 0          | 0          | C1                             | 9                              | 1                              | 1                              | 11     | 2      | 1      | 61    | 16    | 6     |
| 2011-2012             | Chelsea FC            | Premier League        | 26          | 2           | 3           | 5               | 1               | 1               | 3                 | 0                 | 2                 | -          | -          | -          | C1                             | 9                              | 0                              | 1                              | 12     | 3      | 0      | 55    | 6     | 7     |
| Sous-total            | Sous-total            | Sous-total            | 149         | 35          | 21          | 19              | 4               | 2               | 11                | 2                 | 6                 | 3          | 1          | 0          | -                              | 47                             | 3                              | 9                              | 50     | 6      | 4      | 279   | 51    | 42    |
| 2013-2014             | Trabzonspor           | Süper League          | 19          | 5           | 3           | -               | -               | -               | -                 | -                 | -                 | -          | -          | -          | C3                             | 10                             | 2                              | 2                              | -      | -      | -      | 29    | 7     | 5     |
| 2014-2015             | FC Metz               | Ligue 1               | 28          | 3           | 4           | 1               | 0               | 0               | 2                 | 0                 | 0                 | -          | -          | -          | -                              | -                              | -                              | -                              | -      | -      | -      | 31    | 3     | 4     |
| 2015                  | Delhi Dynamos         | Indian Super League   | 16          | 0           | 8           | -               | -               | -               | -                 | -                 | -                 | -          | -          | -          | -                              | -                              | -                              | -                              | -      | -      | -      | 16    | 0     | 8     |
| 2016                  | Delhi Dynamos         | Indian Super League   | 16          | 3           | 3           | -               | -               | -               | -                 | -                 | -                 | -          | -          | -          | -                              | -                              | -                              | -                              | -      | -      | -      | 16    | 3     | 3     |
| Sous-total            | Sous-total            | Sous-total            | 32          | 3           | 11          | -               | -               | -               | -                 | -                 | -                 | -          | -          | -          | -                              | -                              | -                              | -                              | -      | -      | -      | 32    | 3     | 11    |
| 2015-2016             | Wadi Degla (prêt)     | Premier League        | 16          | 3           | 8           | 2               | 0               | 0               | -                 | -                 | -                 | -          | -          | -          | -                              | -                              | -                              | -                              | -      | -      | -      | 18    | 3     | 8     |
| 2017-2018             | FC Differdange 03     | BGL Ligue             | 8           | 0           | 2           | 1               | 0               | 1               | -                 | -                 | -                 | -          | -          | -          | -                              | -                              | -                              | -                              | -      | -      | -      | 9     | 0     | 3     |
| Total sur la carrière | Total sur la carrière | Total sur la carrière | 541         | 94          | 75          | 47              | 9               | 3               | 26                | 8                 | 6                 | 3          | 1          | 0          | -                              | 93                             | 10                             | 18                             | 80     | 9      | 7      | 790   | 131   | 109   |

### Buts internationaux
| Buts en sélection de Florent Malouda | Buts en sélection de Florent Malouda | Buts en sélection de Florent Malouda | Buts en sélection de Florent Malouda | Buts en sélection de Florent Malouda | Buts en sélection de Florent Malouda | Buts en sélection de Florent Malouda |
|                                      | Date                                 | Lieu                                 | Adversaire                           | Score                                | Résultats                            | Compétitions                         |
| ------------------------------------ | ------------------------------------ | ------------------------------------ | ------------------------------------ | ------------------------------------ | ------------------------------------ | ------------------------------------ |
| 1                                    | 31 mai 2005                          | Longeville-lès-Metz, France          | Hongrie                              | 2-0                                  | 2-1                                  | Match amical                         |
| 2                                    | 27 mai 2006                          | Saint-Denis, France                  | Mexique                              | 1-0                                  | 1-0                                  | Match amical                         |
| 3                                    | 2 septembre 2006                     | Tbilissi, Géorgie                    | Géorgie                              | 0-1                                  | 0-3                                  | Éliminatoires Euro 2008              |
| 4                                    | 22 juin 2010                         | Bloemfontein, Afrique du Sud         | Afrique du Sud                       | 2-1                                  | 2-1                                  | Coupe du monde 2010                  |
| 5                                    | 7 septembre 2010                     | Sarajevo, Bosnie-Herzégovine         | Bosnie-Herzégovine                   | 2-0                                  | 0-2                                  | Éliminatoires Euro 2012              |
| 6                                    | 3 juin 2011                          | Minsk, Biélorussie                   | Biélorussie                          | 1-1                                  | 1-1                                  | Éliminatoires Euro 2012              |
| 7                                    | 7 octobre 2011                       | Saint-Denis, France                  | Albanie                              | 1-0                                  | 3-0                                  | Éliminatoires Euro 2012              |
| 8                                    | 29 février 2012                      | Brême, Allemagne                     | Allemagne                            | 0-2                                  | 1-2                                  | Match amical                         |
| 9                                    | 31 mai 2012                          | Reims, France                        | Serbie                               | 2-0                                  | 2-0                                  | Match amical                         |

## Palmarès

### En club
Florent Malouda est formé à La Berrichonne de Châteauroux avec qui il est champion de Ligue 2 en 1997.
Après un passage par l'EA Guingamp, c'est il signe à l'Olympique lyonnais avec qui il remporte le Trophée des champions dès son premier match. En fin de saison, il soulève son premier titre de champion de France. Les deux saisons suivantes sont identiques, débutant par deux nouveaux titres au Trophée des champions 2004 et 2005 et terminant par deux nouveaux titres de champion de France. Pour sa quatrième et dernière année au club, il est champion de France pour la quatrième fois mais s'incline en finale de Coupe de la Ligue.
Il quitte ensuite la France et rejoint le Chelsea FC. Dès son premier match, il joue le Community Shield mais s'incline face à Manchester United. En fin de saison, le club termine vice-champion d'Angleterre et s'incline en finale de Ligue des Champions. Lors de sa deuxième saison au club, il est tout proche de jouer une nouvelle finale de Ligue des champions mais s'incline en demi-finale après deux matchs nuls contre le FC Barcelone mais remporte la Coupe d'Angleterre. La saison 2009-2010 est brillante pour le club londonien au niveau national puisqu'après avoir remporté le Community Shield et la Coupe d'Angleterre, le club est sacré champion d'Angleterre. Il n'ajoute pas de nouveau titre lors de la saison suivante, s'inclinant au Community Shield et terminant vice-champion d'Angleterre mais en 2011-2012 pour sa dernière saison au club, il remporte pour la première fois de sa carrière la Ligue des Champions en plus de remporter une troisième Coupe d'Angleterre.
En sélection, il est finaliste de la Coupe du monde 2006.
| LB Châteauroux (1)             | Olympique lyonnais (7) | Chelsea FC (6) | France                                 |
| ------------------------------ | --- | --- | -------------------------------------- |
| - Ligue 2 : - Champion : 1997. | - Championnat de France : - Champion : 2004, 2005, 2006 et 2007. - Trophée des champions : - Vainqueur : 2003, 2004 et 2005. - Coupe de la Ligue : - Finaliste : 2007 | - Ligue des Champions : - Vainqueur : 2012 - Finaliste : 2008 - Championnat d'Angleterre : - Champion : 2010 - Vice-champion : 2008 et 2011 - Coupe d'Angleterre : - Vainqueur : 2009, 2010 et 2012 - Community Shield : - Vainqueur : 2009 - Finaliste : 2007 et 2010 | - Coupe du Monde : - Finaliste : 2006. |

### Distinctions individuelles
- En 2005 :
  - Membre de l'équipe-type de Ligue 1
- En 2006 :
  - Nommé au Ballon d'Or
  - Membre de l'équipe-type de Ligue 1
  - Trophée du joueur du mois de Ligue 1 UNFP en novembre

- En 2007 :
  - Meilleur joueur de Ligue 1
  - Nommé au Ballon d'Or
- En 2010 :
  - Joueur du mois du championnat d'Angleterre en mars

## Vie privée
Florent Malouda a 8 enfants[réf. nécessaire]. Son fils Aaron est footballeur professionnel au Lille OSC.

## Divers
- Son frère Lesly Malouda est également footballeur professionnel et évolue au poste de milieu de terrain.
- Le 28 mai 2011, il annonce être devenu actionnaire minoritaire du club Dijon FCO parmi une trentaine d'entrepreneurs, une première en France pour un joueur professionnel en activité[21].